# Grant Robertson
Grant Murray Robertson (30 de octubre de 1971) es un político neozelandés retirado y miembro del Partido Laborista que se desempeñó como Ministro de Finanzas de 2017 a 2023, como Ministro de Asuntos Exteriores en noviembre de 2023 y como el 19º Viceprimer Ministro de Nueva Zelanda de 2020 a 2023. Fue miembro del Parlamento (MP) por Wellington Central desde 2008 hasta 2023.

## Biografía
Nació en Palmerston North, el menor de tres hermanos. Su familia presbiteriana vivió en Hastings antes de establecerse en el sur de Dunedin. Su madre, Yvonne Wilkie, inicialmente se quedó en casa antes de convertirse en maestra. Su padre, Douglas Robertson, era un contador y predicador laico presbiteriano que fue encarcelado en 1991 por robar alrededor de 120.000 dólares del bufete de abogados en el que trabajaba. Su abuelo, Bob Wilkie, se presentó sin éxito como candidato del Partido Laborista en el electorado de Wairarapa en 1954 y 1957 Robertson repartía periódicos cuando era niño y a los 16 años consiguió su primer trabajo en un supermercado New World en Dunedin, en el departamento de frutas y verduras, preparando frutas y verduras para su exposición y venta.
Asistió a King's High School en Dunedin, donde fue delegado de sus alumnos. Luego estudió Estudios Políticos en la Universidad de Otago, graduándose con una Licenciatura en Artes con honores en 1995. Su tesis de honor estudió la reestructuración de la Asociación de Estudiantes Universitarios de Nueva Zelanda en la década de 1980. Robertson se desempeñó como presidente de la Asociación de Estudiantes de la Universidad de Otago en 1993 y como copresidente de la Asociación de Estudiantes de la Universidad de Nueva Zelanda en 1996.